# Drezdenko (gromada)
Drezdenko (do 31 XII 1966 Nowe Drezdenko) – dawna gromada, czyli najmniejsza jednostka podziału terytorialnego Polskiej Rzeczypospolitej Ludowej w latach 1954–1972.
Gromady, z gromadzkimi radami narodowymi (GRN) jako organami władzy najniższego stopnia na wsi, funkcjonowały od reformy reorganizującej administrację wiejską przeprowadzonej jesienią 1954 do momentu ich zniesienia z dniem 1 stycznia 1973, tym samym wypierając organizację gminną w latach 1954–1972.
Gromadę Drezdenko z siedzibą GRN w mieście Drezdenku utworzono 1 stycznia 1967 w powiecie strzeleckim w woj. zielonogórskim w związku z przeniesieniem siedziby GRN gromady Nowe Drezdenko z Nowego Drezdenka do Drezdenka i zmianą nazwy jednostki na gromada Drezdenko, spowodowanym włączeniem Nowego Drezdenka (bez gruntów Państwowego Funduszu Ziemi o powierzchni 14,60 ha oraz gospodarstwa rolnego o powierzchni 12,57 ha, położonych na południowy wschód of torów kolejowych linii Stare Bielice-Trzebicz) do Drezdenka. Dla gromady ustalono 18 członków gromadzkiej rady narodowej.
1 stycznia 1972 do gromady Drezdenko włączono tereny o powierzchni 362 ha z miasta Drezdenko w tymże powiecie.
Gromada przetrwała do końca 1972 roku, czyli do kolejnej reformy gminnej. 1 stycznia 1973 w powiecie strzeleckim utworzono gminę Drezdenko.